# Snowflake SAS

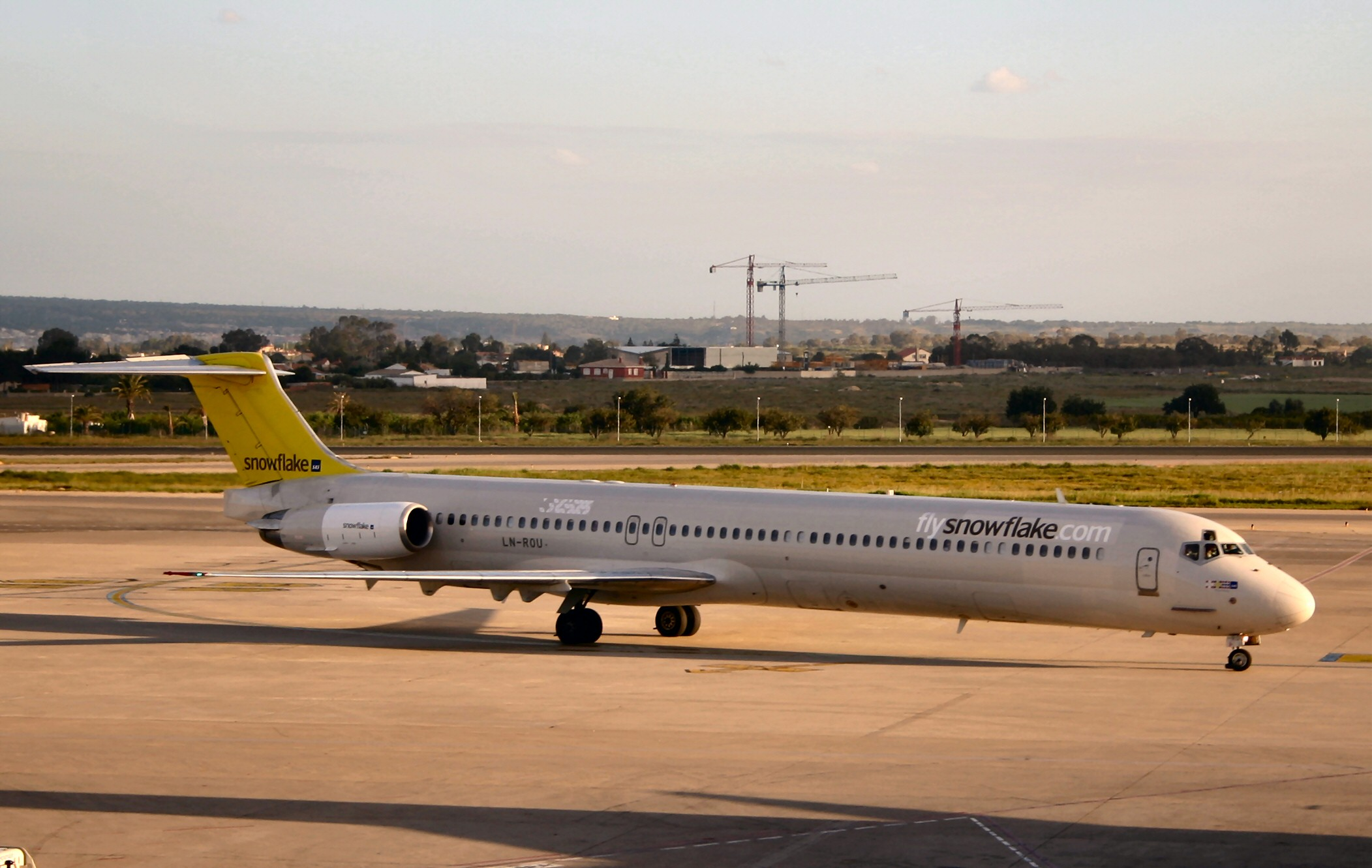
SAS Snowflake MD-82 LN-ROU i Spanien. Detta plan var den enda MD-82-an som användes av Snowflake.

Snowflake var ett dotterbolag till SAS lanserat 19 mars 2003 . Några flygplan av typen Boeing 737-800 och ett av typen McDonnell Douglas MD-82 målades i en speciell målning. Syftet med Snowflake var att konkurrera med lågprisflygbolagen. Snowflake etablerades inte som ett separat bolag inom SAS, utan bemannades med ordinarie personal med därtill hörande löner och förmåner. Trots att Snowflake kostnadsfritt disponerade plan från moderbolaget, blev det ett stort misslyckande. Andra nätverksbolag som australiska Qantas eller tyska Lufthansa startade framgångsrikt egna separata lågprisflygbolag genom Jetstar och Germanwings. Den 31 oktober 2004 försvann det som eget bolag för att i stället bli varumärke för de billigaste biljetterna.